# Sinochrostia sichuanensis
Sinochrostia sichuanensis là một loài bướm đêm thuộc họ Erebidae. Nó được tìm thấy ở tây nam Trung Quốc.
Sải cánh dài 13–14 mm. 